# (13693) Bondar
(13693) Bondar es un asteroide perteneciente al cinturón de asteroides, región del sistema solar que se encuentra entre las órbitas de Marte y Júpiter.
Fue descubierto el 4 de octubre de 1997 por el equipo del proyecto Spacewatch desde el observatorio Nacional de Kitt Peak.

## Designación y nombre
Designado provisionalmente como 1997 TW15, fue nombrado en honor de Roberta Lynn Bondar (n. 1945), seleccionada como astronauta canadiense en 1983, voló en la misión del transbordador espacial STS-42 y ha inspirado el interés de los jóvenes canadienses por la ciencia.

## Características orbitales
(13693) Bondar está situado a una distancia media del Sol de 2,592 ua, pudiendo alejarse hasta 3,071 ua y acercarse hasta 2,112 ua. Su excentricidad es 0,185 y la inclinación orbital 1,730 grados. Emplea 1523,83 días en completar una órbita alrededor del Sol.

## Características físicas
La magnitud absoluta de (13693) Bondar es 14,43.